# The Doctor (álbum)
The Doctor es el noveno álbum de estudio de la banda de rock estadounidense Cheap Trick, publicado en 1986 y producido por Tony Platt.

## Lista de canciones
| N.º | Título                                              | Escritor(es)                | Duración |  |
| 1.  | «It's Up to You»                                    | Rick Nielsen, Robin Zander  | 3:49     |  |
| 2.  | «Rearview Mirror Romance»                           | Nielsen, Zander             | 4:32     |  |
| 3.  | «The Doctor»                                        | Nielsen                     | 4:03     |  |
| 4.  | «Are You Lonely Tonight?»                           | Nielsen, Zander             | 3:47     |  |
| 5.  | «Name of the Game»                                  | Nielsen, Zander             | 4:16     |  |
| 6.  | «Kiss me Red»                                       | Billy Steinberg, Tom Kelly  | 3:36     |  |
| 7.  | «Take Me to the Top»                                | Nielsen, Zander             | 4:00     |  |
| 8.  | «Good Girls Go to Heaven (Bad Girls Go Everywhere)» | Nielsen, Zander             | 3:21     |  |
| 9.  | «Man-U-Lip-U-Lator»                                 | Nielsen, Zander, Tony Platt | 3:48     |  |
| 10. | «It's Only Love»                                    | Nielsen, Zander             | 4:45     |  |

### Sencillos
- (1986) "It's Only Love/Name of the Game" (América)
- (1986) "Kiss Me Red/Name of the Game" (Europa)

## Créditos
- Robin Zander – voz
- Rick Nielsen – guitarra, coros
- Jon Brant – bajo, coros
- Bun E. Carlos – batería